# DANDAN
「DANDAN」（ダンダン）は、2019年10月30日に発売された、THE YELLOW MONKEYの配信シングル。

## 概要
1989年12月28日に集結したTHE YELLOW MONKEYメンバー4人の30周年を記念した楽曲。集結当時に立ち返って自分たちの好きな英国グラムロックに敬意を捧げ、30年間を詰め込んで、祭りを趣向した。祝いの歌。
軽やかで賑やかなロックンロール。「乗り」（ドライヴ）のサウンドが進行してゆき、ブラスがアレンジされている。
バンドは、アルバム『9999』を携えて日本全国を廻った「GRATEFUL SPOONFUL」ツアーファイナル熊本公演が終わると早速この楽曲の制作を開始した。
運命のメンバー4人の歴史を察知もすることができる歌詞はダブル・ミーニングに富んでいる。歌い始めの「ビリー」は、バンドのファンクラブ名称「BELIEVER.」が掛かっている。1番の歌詞は「GRATEFUL SPOONFUL」ツアーの福島公演と熊本公演で開催したチャリティ企画に集まったファンに感謝を込めた情景がある。この1節は、古着の買い物好きのメンバー廣瀬のことでもある。歌詞の中にはさらに、地元商店街から「チンドン屋みたいな恰好」と言われていたこと、子供の頃に海で漂流したことなど、廣瀬にまつわる話がある。
ジャケット写真は1体の猿の模型。これは、4体制作された猿のうちの1体。4体共、全ての猿は各メンバーの楽器やアクセサリーなどを材料に使用した。
2019年10月18日に『ミュージック・ステーション』でテレビ初演奏。相次いでラジオで楽曲公開。
テレビ初披露に併せ、10月18日21時30分から24時間限定のティザー映像を先行公開。さらに、楽曲配信日に合わせた10月30日にミュージック・ビデオをYouTube公開。
2019年12月28日に開始した30周年ドームツアーで、バンドメンバーはチンドン屋と「DANDAN」を共演した（ナゴヤドーム公演/京セラドーム大阪公演）。
2020年9月5日、30周年ドームツアー初日に演奏された「DANDAN」の動画が2020年9月13日までの期間限定でYouTube上に公開された。
2024年発売の10枚目のオリジナルアルバム『Sparkle X』には未収録となったが、『Sparkle X -Complete Box-』で初CD化された。

## 収録曲
1. DANDAN - 3:53
（作詞・作曲：吉井和哉）

## ミュージック・ビデオ
ミュージック・ビデオは、メンバー4人の演奏を始終捉え、4人が一体となってロックンロールする音像が流れる。
レコーディング・スタジオの壁面が途中で解放されて背景が広がり、バンドの名曲群がモチーフとなったステージが出現する。菊地兄弟の足元床面に「パール」、兄弟の後方壁面に「球根」、廣瀬の後方小屋壁面に「バラ色の日々」、ステージ最後方の巨大な壁面は「JAM」。YouTube番組「STORY of THE YELLOW MONKEY #09 - "DANDAN" Music Video Behind The Scene」でモチーフ9曲が公表された。
「DANDAN」ミュージック・ビデオの監督は、バンド再集結後のライブ映像を担当している山田健人。「JAM」のアートは、山田監督が自らジャムを塗った。

## CMバージョン
この楽曲は、日本のオーディオビジュアルブランド「AVIOT」のウェブCMに起用された。2019年11月29日から、同ブランドを展開する「VALUE TRADE」のYouTubeチャンネルで「AVIOT」CMバージョンの「DANDAN」動画を公開。CMバージョン動画は、「DANDAN」ミュージック・ビデオとは別テイク。また、同ブランド特設サイトがあり、メインビジュアルのバンドメンバーが「AVIOT」最新のイヤホンを挿していることが確認できる。
この企画は、THE YELLOW MONKEY30周年の後押しをするべく同ブランドからオファーがあり、実現した。バンドのフロントマンを務める吉井和哉は無類のオーディオ愛好家であり、オーディオ業界ではTHE YELLOW MONKEYがオーディオ製品とタイアップすることは余程の製品でなければ難しいと考えられている。しかし、製品の試用をしたバンドから好感が得られ、タイアップに至った。
バンドがタイアップした「AVIOT」ワイヤレスイヤホン・モデルナンバー「TE-D01d mk2」は、クリスマス商戦も視野に入れた2019年12月21日に発売予定であった。しかし、発売前からバンドのファンたちによる予約が殺到し、1週間の発売延期措置がなされた。延期後の発売日は、ちょうどバンド30周年の2019年12月28日となり、30周年ドームツアー初日でもあった。オーディオ評論家によると、「TE-D01d mk2」は、予約殺到により12月28日に発売された当初から店頭販売・ネット販売ともに在庫が無かった。発売から6か月ほど経過した後、この評論家は、ようやく「TE-D01d mk2」を入手することができた。「TE-D01d mk2」のビックカメラグループ限定カラーが登場したのもこの時期である（2020年6月5日発売）。「TE-D01d mk2」はオーディオ業界では高評価であり、日本最大級のオーディオビジュアルアワード「VGPアワード」において「2020 SUMMER イヤホン/ヘッドホン部門」金賞を受賞し、この評論家のレビューでは「THE YELLOW MONKEYファンだけに独占させておくのはもったいない」というパラグラフで締めくくられる。

## カバー
- べんてんや（2020年5月22日、べんてんやYouTube公式動画「THE YELLOW MONKEY『DANDAN』を演奏してみた! 【べんてんやテレワーク部 vol.07】」）※べんてんやは、女性10名（2018年6月9日現在[22]）で活動するプロのチンドン屋。「THE YELLOW MONKEY 30th Anniversary DOME TOUR」に出演。